# 히하라촌
히하라촌(日原村)은 나가노현 사라시나군에 있던 촌이다. 현재의 나가노시에 해당한다.

## 역사
- 1892년 10월 14일 - 노부시나촌의 일부를 분립해 성립하였다.
- 1955년 3월 31일 - 가미미노치군 신정, 사라시나군 노부시나촌과 합병해 신슈신정이 성립하여, 동일 히하라촌은 폐지되었다,

## 교통

### 도로
- 국도 제20호선

## 참고문헌
- 角川日本地名大辞典 20 長野県